# Independence (Iowa)
Independence é uma cidade localizada no estado americano de Iowa, no Condado de Buchanan.

## Demografia
Segundo o censo americano de 2000, a sua população era de 6014 habitantes.
Em 2006, foi estimada uma população de 6114, um aumento de 100 (1.7%).

## Geografia
De acordo com o United States Census Bureau tem uma área de
9,9 km², dos quais 9,6 km² cobertos por terra e 0,3 km² cobertos por água. Independence localiza-se a aproximadamente 285 m acima do nível do mar.

## Localidades na vizinhança
O diagrama seguinte representa as localidades num raio de 20 km ao redor de Independence.